# Fuerza Naval de Honduras
La Fuerza Naval de Honduras è la componente navale delle forze armate dello Stato centroamericano dell'Honduras.
Formalmente istituita nel 1865 (ma con l'attuale denominazione dal 1976), la Marina honduregna ha sempre goduto di stanziamenti piuttosto ridotti che ne hanno a lungo limitato lo sviluppo, riducendola a una piccola forza per la sorveglianza delle acque costiere. Un vero e proprio potenziamento si ebbe solo tra gli anni 1970 e gli anni 1980, grazie al sostegno militare degli Stati Uniti d'America, ma anche così la Fuerza Naval rimane una piccola marina costiera con poche unità d'altura per la sorveglianza della zona economica esclusiva nazionale.

## Storia

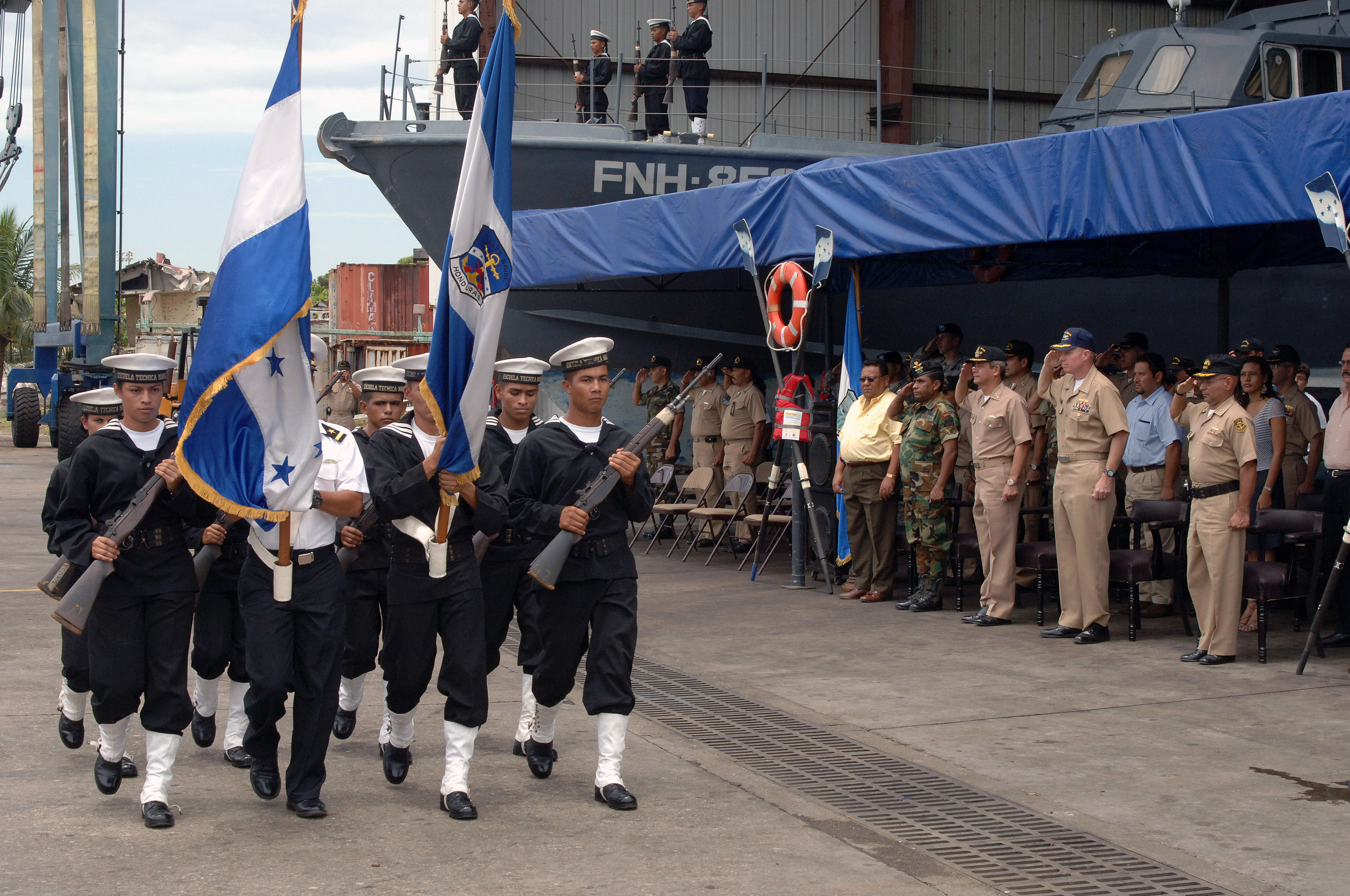
Marinai honduregni sfilano in parata a Puerto Cortés nel 2007

L'Honduras proclamò la sua piena indipendenza nel 1838, nell'ambito del processo di dissoluzione della Repubblica Federale del Centro America. Il paese si trovò a disporre di un'estesa linea costiera affacciata sul Mar dei Caraibi e di un più ristretto accesso all'oceano Pacifico tramite il Golfo di Fonseca, ma per vari decenni le Fuerzas Armadas de Honduras difettarono di una vera e propria componente navale militare, limitandosi di tanto in tanto a mettere in servizio qualche goletta come unità per i servizi doganali o a convertire temporaneamente all'uso militare qualche nave mercantile. Il 28 settembre 1865 l'amministrazione del presidente José María Medina istituì formalmente una "Marina Militar de Honduras", ma la mancanza di adeguati finanziamenti impedì l'acquisto di unità navali di grosso tonnellaggio; fu necessario attendere il 1895 e la presidenza di Policarpo Bonilla per poter mettere in linea le prime unità delle forze navali honduregne: ai cantieri della Howelds Werke di Kiel in Germania fu ordinata la costruzione di due piccoli piroscafi armati di cannoni, il Tatumbla messo in servizio lungo la costa caraibica e il 22 de Febrero schierato invece nelle acque del Golfo di Fonseca. Un ulteriore rafforzamento della linea del naviglio fu poi portato avanti da Tiburcio Carías Andino, alla presidenza del paese dal 1933 al 1949: lungo la costa caraibica vennero schierati altri tre piccoli piroscafi armati (Víctor, General Cabañas e Zambrano), mentre una quarta unità (Lempira) fu destinata al Golfo di Fonseca, dove le frontiere marittime erano oggetto di disputa con gli Stati confinanti.
Nel corso della seconda guerra mondiale l'Honduras si schierò dalla parte degli Alleati, dichiarando guerra all'Impero giapponese l'8 dicembre 1941 e a Germania nazista e Regno d'Italia il 13 dicembre seguente. Forze honduregne furono quindi coinvolte negli scontri del teatro bellico dei Caraibi contro le incursioni dei sommergibili tedeschi e italiani: circa 200 marittimi honduregni persero la vita negli affondamenti di quattro mercantili nazionali da parte degli U-Boot tedeschi nelle acque caraibiche, e gli Stati Uniti d'America fornirono armi per equipaggiare i piroscafi della piccola Marina Militar; il contrasto agli attacchi dei sommergibili fu comunque principalmente appannaggio della Fuerza Aérea Hondureña, completamente riequipaggiata dagli statunitensi. Subito dopo la conclusione delle ostilità, la Marina Militar acquistò nel 1946 due moderni cacciasommergibili da 140 tonnellate di dislocamento di origine statunitense, ceduti tuttavia già nel 1947 alla Repubblica Dominicana; la situazione iniziò tuttavia a migliorare dopo la ratifica, nel 1955, di una serie di accordi di cooperazione militare tra Stati Uniti e Honduras, negoziati sotto la presidenza di Juan Manuel Gálvez e che contribuirono notevolmente all'ampliamento e professionalizzazione delle forze armate honduregne.

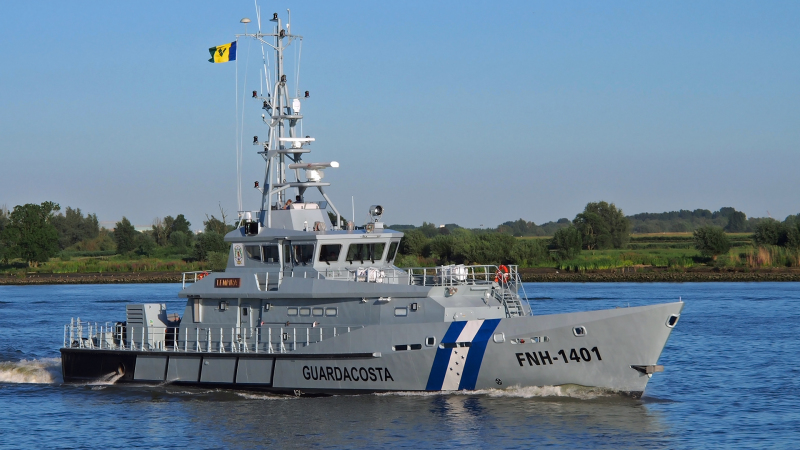
Il pattugliatore Lempira in navigazione nel 2013

Tra il 1962 e il 1964 la Marina Militar aprì una base navale a Puerto Cortés sulla costa caraibica completa di un piccolo arsenale; con l'assistenza e l'addestramento degli statunitensi furono attivate una componente di guardia costiera nonché un contingente di fanteria di marina, mentre gli Stati Uniti cedettero due moderne motovedette. Dopo aver inviato il suo primo contingente di ufficiali a studiare presso la United States Naval Academy di Annapolis, la forza navale honduregna fu completamente riorganizzata assumendo ufficialmente, il 1º agosto 1976, la designazione di "Fuerza Naval de Honduras". Nuovo naviglio fu ben presto messo in linea: entro il 1980 erano stati acquistati negli Stati Uniti o ceduti gratuitamente dagli statunitensi tre piccoli guardacoste da 100 tonnellate, cinque moderne motovedette e cinque imbarcazioni da trasporto, seguite nel 1982 dalla nave appoggio da 990 tonnellate Yojoa; nel 1979 fu aperta una nuova base navale ad Amapala nel Golfo di Fonseca, equipaggiata con una flottiglia di motovedette e motoscafi veloci. L'appoggio dato dall'Honduras ai movimenti guerriglieri dei "contras" attivi contro il governo di sinistra nel confinante Nicaragua fece salire la tensione tra i due paesi quasi al livello di guerra aperta, e gli Stati Uniti si affrettarono a fornire materiale bellico alle forze honduregne: per la Fuerza Naval questo si tradusse, tra il 1985 e il 1986, nella cessione a suo favore di altri due guardacoste da 100 tonnellate e una ventina di motovedette statunitensi; l'embrionale contingente anfibio divenne il 1º Battalon de Infanteria da Marina con sede a La Ceiba, forte di 600 effettivi ed equipaggiato con la nave da sbarco tipo LCU  Punta Caxinas da 625 tonnellate, tre più piccoli mezzi da sbarco tipo LCM da 120 tonnellate e alcuni mezzi da impiego fluviale, tutte unità statunitensi cedute tra il 1986 e il 1987. Sempre nel 1987 venne aperta una nuova base navale a Puerto Castilla sulla costa caraibica, mentre negli anni 1990 furono messe in linea una dozzina di nuove motovedette fornite da Taiwan; per quella data gli effettivi della Fureza Naval avevano ormai toccato i 1000 uomini.

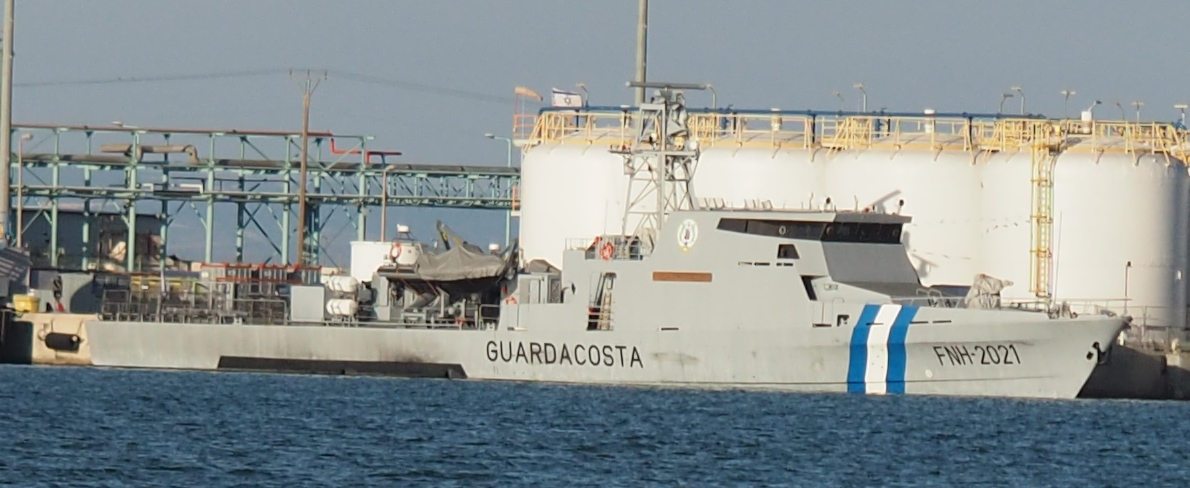
L'"ammiraglia" della Marina honduregna, il pattugliatore General Cabañas, in una foto del 2019

A partire dagli anni 2000 l'attività principale della Fuerza Naval divenne la protezione della zona economica esclusiva dell'Honduras e, soprattutto, il contrasto delle attività illegali nelle acque nazionali, con particolare riferimento al traffico internazionale di droga e alla pesca illegale. Radiate le unità più vecchie, la linea del naviglio in uso si arricchì di unità di nuova costruzione: nel 2012 furono messi in servizio due pattugliatori da 140 tonnellate (Lempira e General Morazán), unità di costruzione olandese secondo il progetto Damen Stan Patrol 4207; i cantieri della ditta colombiana COTECMAR fornirono invece nel 2017 la nave da sbarco tipo LCU da 575 tonnellate Gracias a Dios oltre a due motovedette e 35 tra motolance e RHIB di nuova costruzione. Nave ammiraglia della piccola flotta honduregna divenne, nel 2019, il pattugliatore da 470 tonnellate General Cabañas, unità classe Sa'ar 62 costruita in Israele ed equipaggiata con un ponte di volo per l'impiego di tre aeromobili a pilotaggio remoto forniti sempre dagli israeliani o di un elicottero MBB Bo 105 fornito di seconda mano dagli Stati Uniti nel 2020.

## Struttura
Sotto la direzione del Comandante General de la Fuerza Naval, i 3500 uomini della Marina honduregna sono suddivisi tra le basi di Puerto Cortés, Puerto Castilla e Caratasca sulla costa dei Caraibi e di Amapala sulla costa del Golfo di Fonseca, con una base minore sull'isola di Guanaja sempre nello scacchiere caraibico; a La Ceiba è presente il centro addestrativo e il comando delle forze anfibie, con un battaglione di fanteria di marina acquartierato in questa località e un secondo battaglione (attivato nel 2012) a Puerto Castilla.